# Палац Мурабба
Палац Мурабба (араб. قصر المربّع Qaṣr al Murabba; дослівно «Квадратний палац») — історичний палац у районі Аль-Мурабба в Ер-Ріяді, Саудівська Аравія, розташований в історичному центрі короля Абдель-Азіза. Одна з перших будівель, зведених поза стінами старого міста він слугував офіційним робочим місцем і головною резиденцією короля Абдель-Азіза ібн Сауда з 1938 року до його смерті в 1953 році. Названо на честь квадрата розміром 400 на 400 метрів (1 300 на 1 300 футів). 1999 року палац було перетворено на музей і відкрито для відвідування.

## Історія

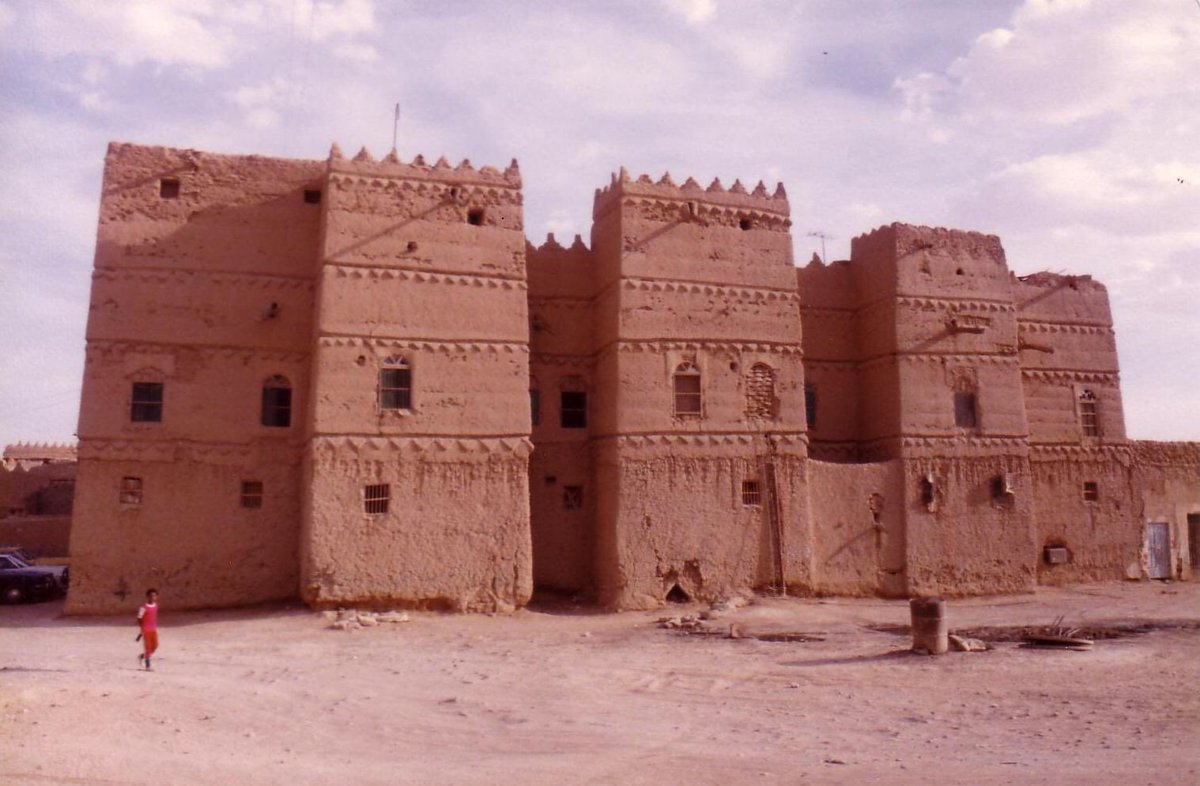
Палац Мурабба, 1980 рік

Палац був побудований королем Абдул-Азізом за межами міста Ер-Ріяд, що стало першим великим розширенням міста у двадцятому столітті. Будівництво було розпочато в 1936 році й частково завершено в 1938 році. Повністю завершено у 1945 році. Будівництвом керував будівельник Ібн Кабба, але король також особисто брав участь у процесі будівництва. Палац мав стати сімейною резиденцією і двір для короля. З будівництвом палацу в саудівському суспільстві з'явилися три нові технології: використання автомобілів як засобу пересування, електрика за допомогою генераторів і водопровідні шафи з дренажними системами. Для того, щоб з'єднати палац з центром міста, була побудована бетонна дорога, яка також була новою для міста. У 1939 році технічні фахівці компанії Aramco провели до палацу електрику, освітлення, вентилятори, обмежене кондиціонування повітря, центральне водопостачання та туалети.
Король залишив свій колишній двір у форті Масмак, коли будівництво було завершено, і використовував палац як свою резиденцію та двір з 1938 року до своєї смерті в 1953 році. Одна з його дружин, Хасса бін Ахмед Аль-Судайрі, також переїхала з ним до палацу в 1938 році. Інший палац, Аддера, також використовувався як королівська резиденція.
За часів правління короля Абдель-Азіза палац Мурабба став свідком багатьох офіційних візитів та підписання різноманітних угод. Наприкінці 1940-х років у палаці Мурабба було встановлено ліфт, коли королю було важко піднятися сходами через прогресуючий артрит. Це був перший ліфт в Саудівській Аравії. Король призначив одного зі своїх синів, принца Мансура, еміром палацу.
Наступник короля Абдель-Азіза, король Сауд, також використовував палац для офіційних заходів. Наприклад, 7 березня 1954 року в палаці Мурабба він урочисто відкрив раду міністрів.

## Розташування
Палац Мурабба розташований за два кілометри на північ від старого міста Ер-Ріяд, а його загальна площа становила понад 16 гектарів. Пізніше площа палацу була розширена до 30 гектарів. У дослідженні від 2021 року площа палацу вказана як 9 844,64 м2
Палац розташований приблизно за півмилі від форту Масмак. Територія палацу називалася Мурабба Аль-Суф'ян. На півдні палацу розташовані сади, а на сході — долина Бата. На заході — Ваді Абу Рафі, а на півночі від палацу — невеликі пагорби.
Палац Мурабба знаходиться дуже близько до особняка Аль-Шамсія, який був резиденцією Сауда Аль-Кабіра та його дружини Нури бін Абдул Рахман, старшої сестри короля Абдель-Азіза. У 1950-х роках палац Мурабба був з'єднаний кам'яною дорогою з фермою Аль-Насрія, яка фактично є сільським палацом на заході старого Ер-Ріяда.

## Розташування та стиль
Будівля являє собою комплекс палаців різного призначення, що складається з двох поверхів із 32 кімнатами. Загальна форма будівлі кубічна. Він складається з житлових будинків, службових приміщень і мечеті короля. Ці будівлі оточені внутрішнім двором. Палац також оточує величезна цегляна стіна з дев'ятьма воротами. Спочатку головні ворота були на західному боці, але пізніше ворота на південній стороні використовувалися як головний вхід, який дозволяв швидко дістатися до розташованої поруч мечеті.
На верхньому поверсі будівлі розташовувалися зал для аудієнцій, кабінети адміністративних справ, зв'язку та гостьові покої. На першому поверсі знаходилися кабінети палацових служб, охорони та адміністрації.
Будівля має простий стиль і відображає загальні риси традиційної архітектури Неджд. Він також відображає загальні характеристики міської архітектури Неджд, а саме суцільні масові забудови, криті вулиці та об'єднання внутрішніх дворів. Палац був побудований переважно з цегли, місцевого каміння, стовбура тамариску та стебел пальмового листя. Стіни будівлі були зведені з укріпленого соломою саману, з гравірованими орнаментами на покритті. Для стелі палацу була використана місцева акація з пальмовим листям. Дерев'яні балки, що підтримують стелю, прикрашені жовтими, червоними та чорними геометричними візерунками.

## Поточне використання
1999 році за ініціативою Саудівської комісії з туризму і старожитностей було розроблено проєкт з реконструкції палацу Мурабба. Його перетворили на музей, його відкрили для відвідувань. Після реконструкції його почали називати «живим музеєм». Він є частиною Дарата короля Абдулазіза або історичного центру короля Абдель-Азіза.
Наразі на першому поверсі розташована кімната охорони та склади продуктів, кави, дерева та інших матеріалів, необхідних для приготування їжі. На верхньому поверсі розташовані салони й зали очікування для відвідувачів. Тут представлено кілька історичних предметів одягу та ремесел. У будівлі також знаходиться кімната пам'яті короля Абдель-Азіза та центр письмових і фотографічних архівів.
Серед високопосадовців, яких приймали в палаці Мурабба, був генеральний секретар Комуністичної партії Китаю Сі Цзіньпін, який відвідав Саудівську Аравію в січні 2016 року. 20 травня 2017 року президент США Дональд Трамп і його дружина Меланія Трамп відвідали вечерю, організовану королем Салманом бін Абдулазізом Аль Саудом у палаці Мурабба.